# Haliotis stomatiaeformis
Haliotis stomatiaeformis is een slakkensoort uit de familie van de Haliotidae. De wetenschappelijke naam van de soort is voor het eerst geldig gepubliceerd in 1846 door Reeve.